# No Fuel Left for the Pilgrims
No Fuel Left for the Pilgrims er det tredje studiealbum fra den danske rockgruppe D-A-D, der udkom den den 3. marts 1989, på gruppens 5-års fødselsdag, i Danmark. Bandet var på denne plade blevet mere seriøse og rockprægede, dog stadig med den originale D.A.D.-humor. Albummet var produceret af D-A-D og Nick Foss, og co-produceret af Lars Overgaard.
Det indeholder gruppens største hit "Sleeping My Day Away".
I september 1989 skrev D-A-D under på en international pladekontrakt på $ mio. med Warner Bros. Records. På grund af Disney blev bandet nødt til at ændre navn fra Disneyland After Dark til D.A.D.
No Fuel Left for the Pilgrims blev udgivet i efteråret 1989 i USA, og gik ind som nummer 116 på den amerikanske album-hitliste, Billboard 200. På under ét år havde albummet solgte over 100.000 eksemplarer i USA. No Fuel Left for the Pilgrims solgte omkring 600.000 på verdensplan.
I 2019 var albummet med på Rolling Stone liste over 50 Greatest Hair Metal Albums of All Time.

## Spor
- Alle sange skrevet af D-A-D.

| Nr.           | Titel                  | Længde |
| ------------- | ---------------------- | ------ |
| 1.            | "Sleeping My Day Away" | 4:23   |
| 2.            | "Jihad"                | 2:56   |
| 3.            | "Point of View"        | 4:16   |
| 4.            | "Rim of Hell"          | 4:31   |
| 5.            | "ZCMI"                 | 2:47   |
| 6.            | "True Believer"        | 2:24   |
| 7.            | "Girl Nation"          | 3:40   |
| 8.            | "Lords of the Atlas"   | 3:21   |
| 9.            | "Overmuch"             | 3:50   |
| 10.           | "Siamese Twin"         | 2:44   |
| 11.           | "Wild Talk"            | 4:06   |
| 12.           | "Ill Will"             | 2:03   |
| Total længde: | Total længde:          | 41:07  |

## Medvirkende
- Jesper Binzer – vokal, rytmeguitar
- Stig Pedersen – bas, kor
- Jacob A. Binzer – leadguitar, kor
- Peter L. Jensen – trommer
- D.A.D – sangskriver, producer, mixer
- Nick Foss – producer, mixer
- Lars Overgaard – co-producer, tekniker, mixer
- Poul Bruun – mixer
- Axel Strandberg – tekniker
- Jeremy Allom – tekniker
- John Kronholm – tekniker
- Óli Poulsen – tekniker
- René Cambony – tekniker
- Thomas Brekling – tekniker

## Hitlister
| Hitliste (1989-1990)        | Højeste placering |
| --------------------------- | ----------------- |
| Australien (ARIA)           | 29                |
| New Zealand (RIANZ)         | 35                |
| Sverige (Sverigetopplistan) | 25                |
| US Billboard 200            | 116               |

| Hitliste (2011)             | Højeste placering |
| --------------------------- | ----------------- |
| Finland (Musiikkituottajat) | 38                |

## Certificeringer
| Region         | Certificering | Salgstal |
| -------------- | ------------- | -------- |
| Danmark (IFPI) | 2× Platin     | 40.000   |